# Propstei Ingelheim
Die Propstei Ingelheim war ein Augustiner-Chorherrenstift in Ingelheim am Rhein, das zum Kurrheinischen Reichskreis gehörte. Sie wurde mit Zustimmung des Mainzer Bischofs Gerlach von Nassau am 16. Januar 1354 durch den böhmischen und römisch-deutschen König Karl IV. (ab 1355 Kaiser) in der Ingelheimer Kaiserpfalz gegründet. Zugleich unterstellte er die Propstei dem 1350 ebenfalls von ihm gegründeten Augustiner-Chorherrenstift Prag-Karlshof in der Prager Neustadt.
Zu Schutzpatronen der Ingelheimer Propstei bestimmte der König den böhmischen Landesheiligen Wenzel und Kaiser Karl den Großen, der 1165 heiliggesprochen worden war. Durch diese Patrone sollte die Heiligenverehrung Karls des Großen in den Ländern der Krone Böhmen verbreitet und in Ingelheim die Verehrung des hl. Wenzel gefördert werden.

## Geschichte
Mit der Propstei Ingelheim wollte König Karl IV. Wallfahrten aus Böhmen in die Reichsstadt Aachen fördern und die Betreuung der Pilger auf ihrem Weg dorthin sicherstellen. Die von ihm vorgesehenen vier Kanoniker für die Propstei Ingelheim stammten aus dem Mutterstift Prag-Karlshof, dessen Abt sie zu beaufsichtigen hatte sowie ein- und absetzen konnte. Die Kanoniker sollten im vormaligen karolingischen Kaiserpalast wohnen und die tschechische Sprache beherrschen („quatuor sacerdotes Boemi regulares canonici et amabiles lingue bohemicalis“). Zugleich sollten sie die Raudnitzer Reform außerhalb Böhmens bekanntmachen.
Bei Beginn der Hussitenkriege flüchteten einige Kanoniker aus dem Prager Stift zu ihren Mitbrüdern in die Ingelheimer Propstei. 1431 vereinbarte der Karlshofer Abt Matthias, der ebenfalls nach Ingelheim geflohen war, als Provisor der Propstei Ingelheim eine Gebetsverbrüderung mit dem Abt vom Stift Langenzell.
1540 setzte der böhmische König Ferdinand I. den Wiener Bischof Friedrich Nausea als Koadjutor der Propstei Ingelheim ein. Unter dem Kurfürsten Ludwig V. wurde die Propstei 1543 der Verwaltung der kurpfälzischen Regierung unterstellt. 1549 befanden sich nur zwei Weltpriester im Stift. Nach dem Tod des Kurfürsten Friedrich III. 1576 wurden die Stiftsgüter durch die Verwaltung des Kurfürsten Ludwig VI. zugunsten der Kurpfalz eingezogen. Obwohl das Chorherrenstift Prag-Karlshof seine Eigentumsrechte wiederholt einforderte, kam es nicht mehr zu einer Rückgabe. Um ihren Rechtsanspruch sichtbar zu machen, führten die Karlshofer Äbte bis zur Aufhebung ihres Stifts 1784 durch die Josephinischen Reformen die Titulatur „Perpetuus visitator Ingelheimensis“.

## Pröpste von Ingelheim
1357 erhielten die Ingelheimer Pröpste die Würde eines Almoseniers.
- 1357–1360 Moritz
- 1380 Matthias
- 1384–1407 Johannes
- 1414–1418 Benedikt
- 1432 Matthias
- 1435 Martin
- 1435–1451 Nikolaus
- 1453–1463 Johannes
- 1463 Georg
- 1465–1470 Martin
- 1476–1489 Simon
- 1489–1502 Johann
- 1509–1529 Jakob Trapp
- 1548–1549 Friedrich Nausea, Koadjutor und Bischof von Wien